# Фонарь (авиация)

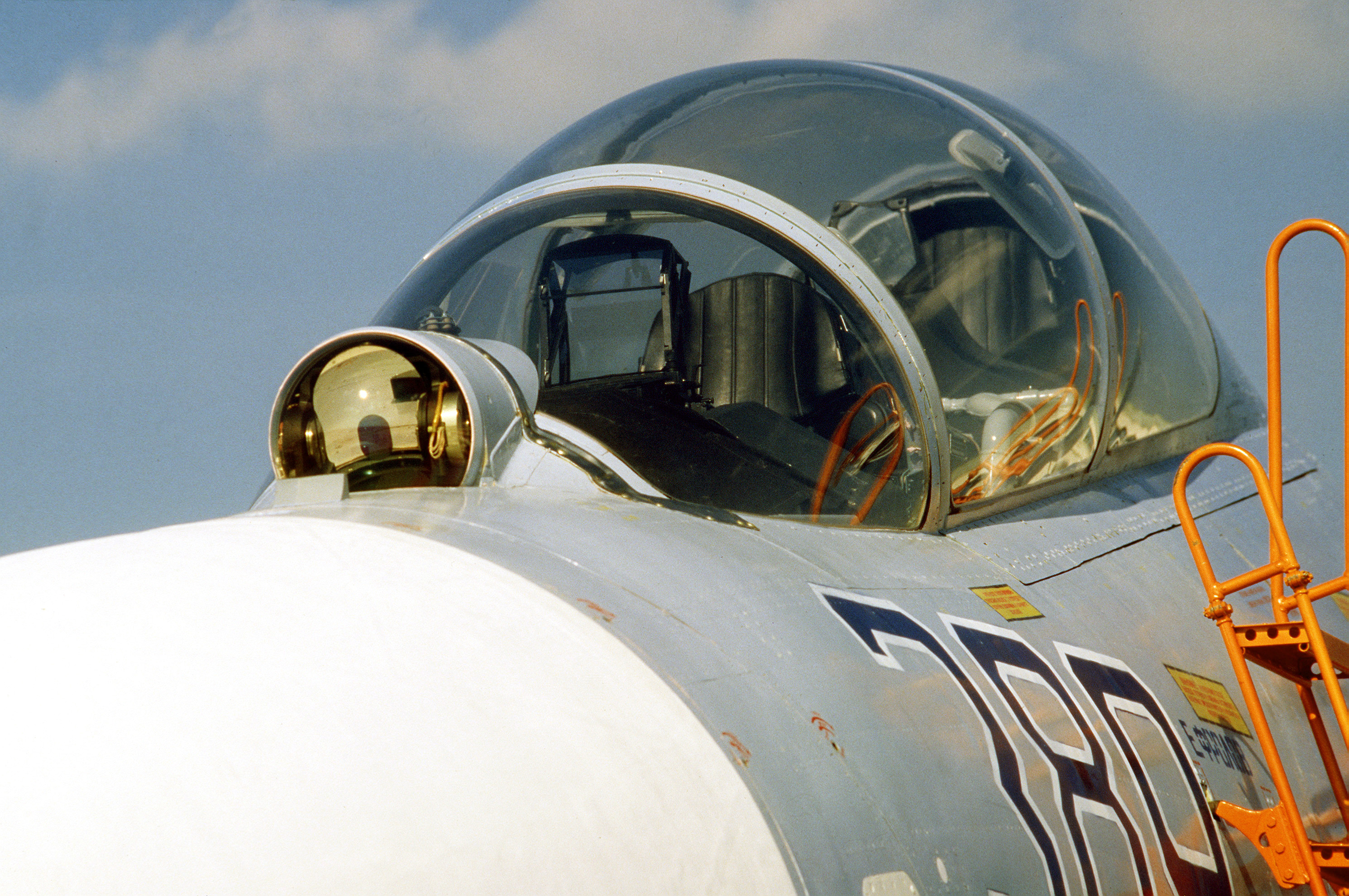
Каплевидный фонарь кабины Су-27Б

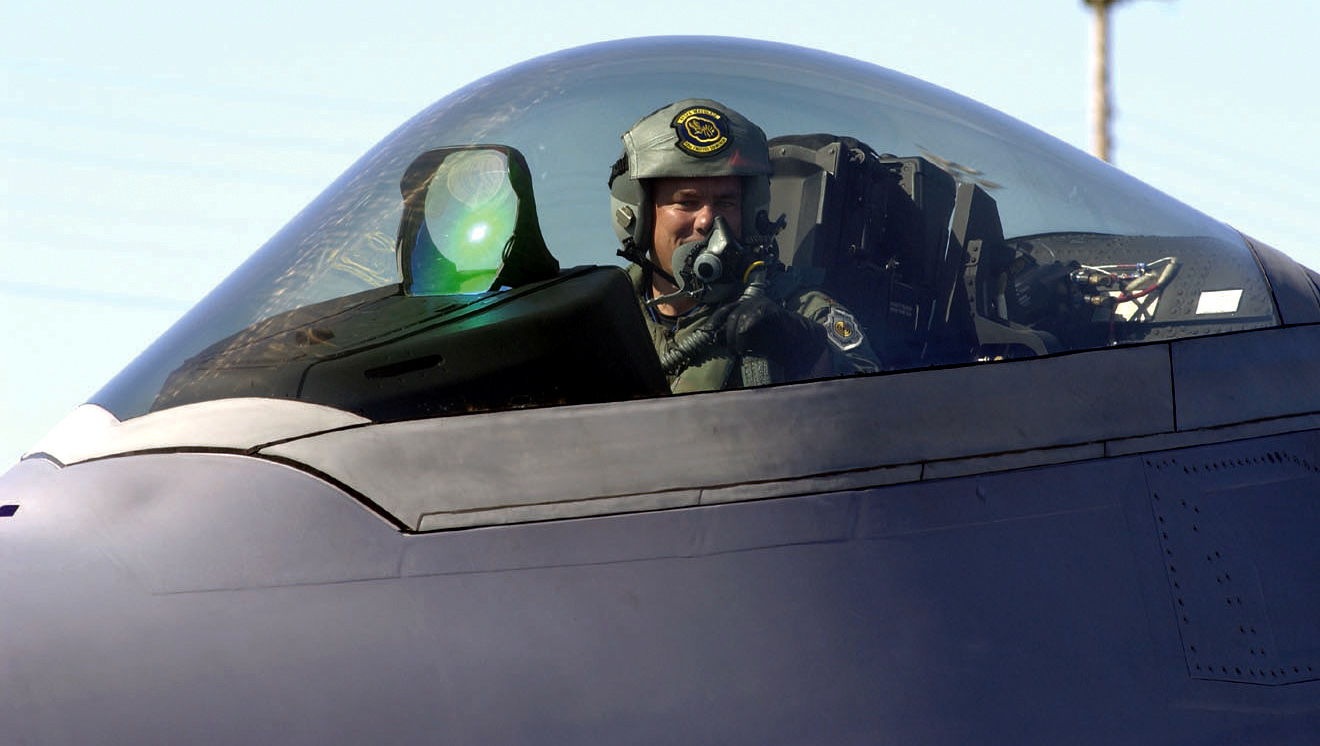
Беспереплётный каплевидный фонарь кабины F-22 Raptor.

В авиации фона́рь — прозрачная часть пилотской кабины, защищающая экипаж и пассажиров от воздействия встречного потока воздуха, погодных условий и от шума, а также обеспечивающая визуальный обзор. На большинстве современных летательных аппаратов используются фонари из пластика или стекла обтекаемой формы, чтобы минимизировать лобовое сопротивление воздуха.

## История

### На первых самолётах
На первых самолётах фонарей не было, и лётчики были никак не защищены от ветра и осадков. Впрочем, в то время в них не было особой необходимости, так как скорости были малы, полёты проводились в основном в хорошую погоду, а в конструкциях самолётов преобладали толкающие винты. По мере роста скоростей и распространения тянущих воздушных винтов к Первой мировой войне встал вопрос защиты лётчиков от набегающего потока воздуха. Вначале в самолётах появились небольшие козырьки, отводящие потоки воздуха, но после войны стали появляться полностью закрытые кабины, которые кроме удобства для лётчика давали также уменьшение аэродинамического сопротивления.

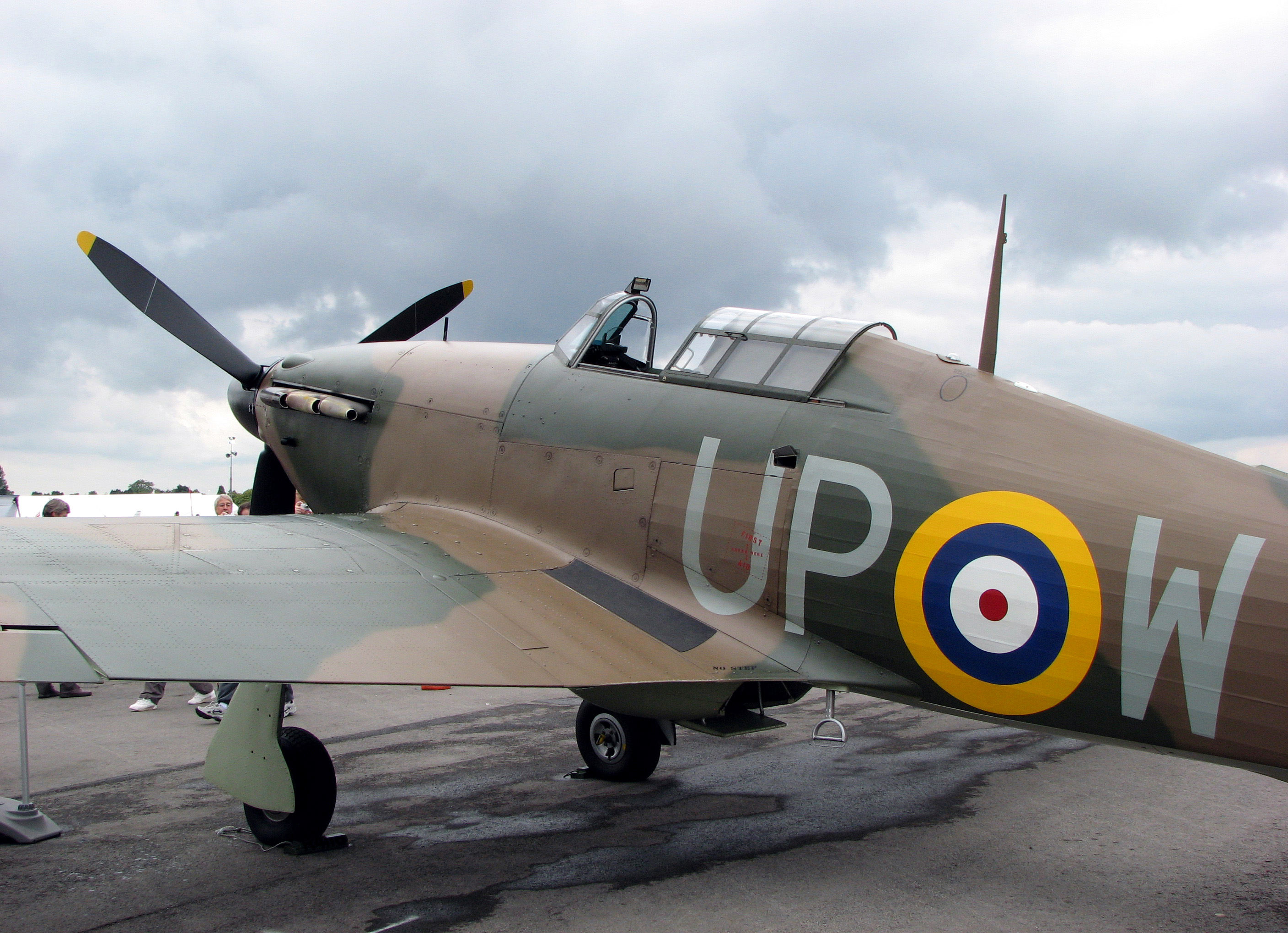
Открытый (частично сдвинутый назад, на гаргрот) фонарь английского истребителя Харрикейн

### В середине двадцатого века
К началу Второй мировой войны большинство боевых самолётов обзавелись полностью закрытыми фонарями, зачастую плавно перетекавшими в выраженный гаргрот для улучшения аэродинамики, а стекло было заменено на безосколочное оргстекло. В этом смысле исключением являлся советский истребитель И-16, у которого из-за плохого качества плексигласа и стеснённости кабины, наоборот, фонарь на ранних модификациях был заменён козырьком на поздних. К слову, плохое качество плексигласа на советских самолётах начального периода Великой Отечественной войны вынуждало лётчиков-истребителей летать с открытыми фонарями, хоть это и ухудшало скоростные характеристики самолётов. Прозрачность материала удалось повысить лишь после личного вмешательства Сталина.

Плексиглас, выпускаемый нашей промышленностью, тёмный, как пивная бутылка.
<…>
И. В. Сталин тут же попросил Поскрёбышева соединить его с директором завода, производящего плексиглас для самолетных фонарей.
Связь сработала мгновенно. Сталин предложил директору завода резко повысить качество плексигласа.

— Сколько вам потребуется времени для перестройки производства? — спросил Сталин. — Полгода? Даю вам месяц сроку. И чтобы новый плексиглас был не хуже, чем на «кёртисе» и «томагауке». — Трубка с легким звоном легла на место.— Из мемуаров лётчика-испытателя П. М. Стефановского

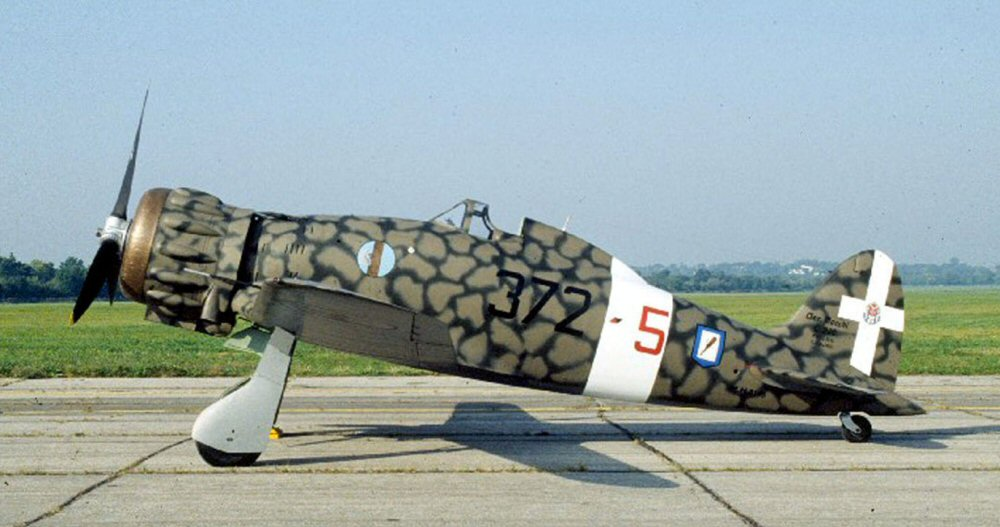
MC.200 поздних серий с «полуоткрытым» фонарём

Однако некоторые лётчики и после этого летали с открытыми фонарями. Неназванные в наставлении 1943 года пилоты «Як»-ов объясняли это тем, что фонари с трудом открывались и закрывались в воздухе. Подобными же доводами (заеданием фонаря на Як и ЛаГГ-3, в том числе и на земле) объяснял свои полёты с открытым фонарём и Герой Советского Союза В. С. Муратов. И. И. Кожемяко в своём интервью говорил, что он в 1943 летал с открытым фонарём до тех пор, пока на Як-7Б не появился аварийный сброс, а желтоватый плексиглас встречался до конца 1943 года. Д. А. Алексеев утверждал, что даже на Ла-5ФН, после декабря 1943, несмотря на хорошее качество плексигласа и надёжный аварийный сброс, многие лётчики летали с открытым фонарём во избежание бликов, для улучшения обзора и снижения температуры в кабине.
Также по просьбе итальянских пилотов переход от полностью закрытого каплеобразного фонаря на первых пяти сериях (240 самолётов) к «полуоткрытому» с возможностью снятия боковых панелей (в таком случае фактически оставался только козырёк) был произведён на самолёте Macchi C.200 Saetta.

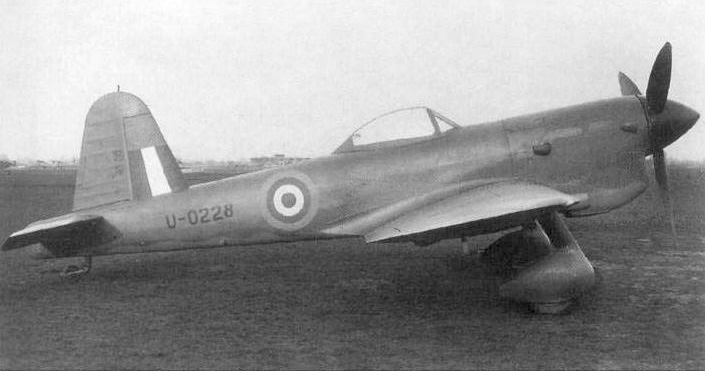
Miles M.20 — один из первых самолётов с каплевидным фонарём (1940).

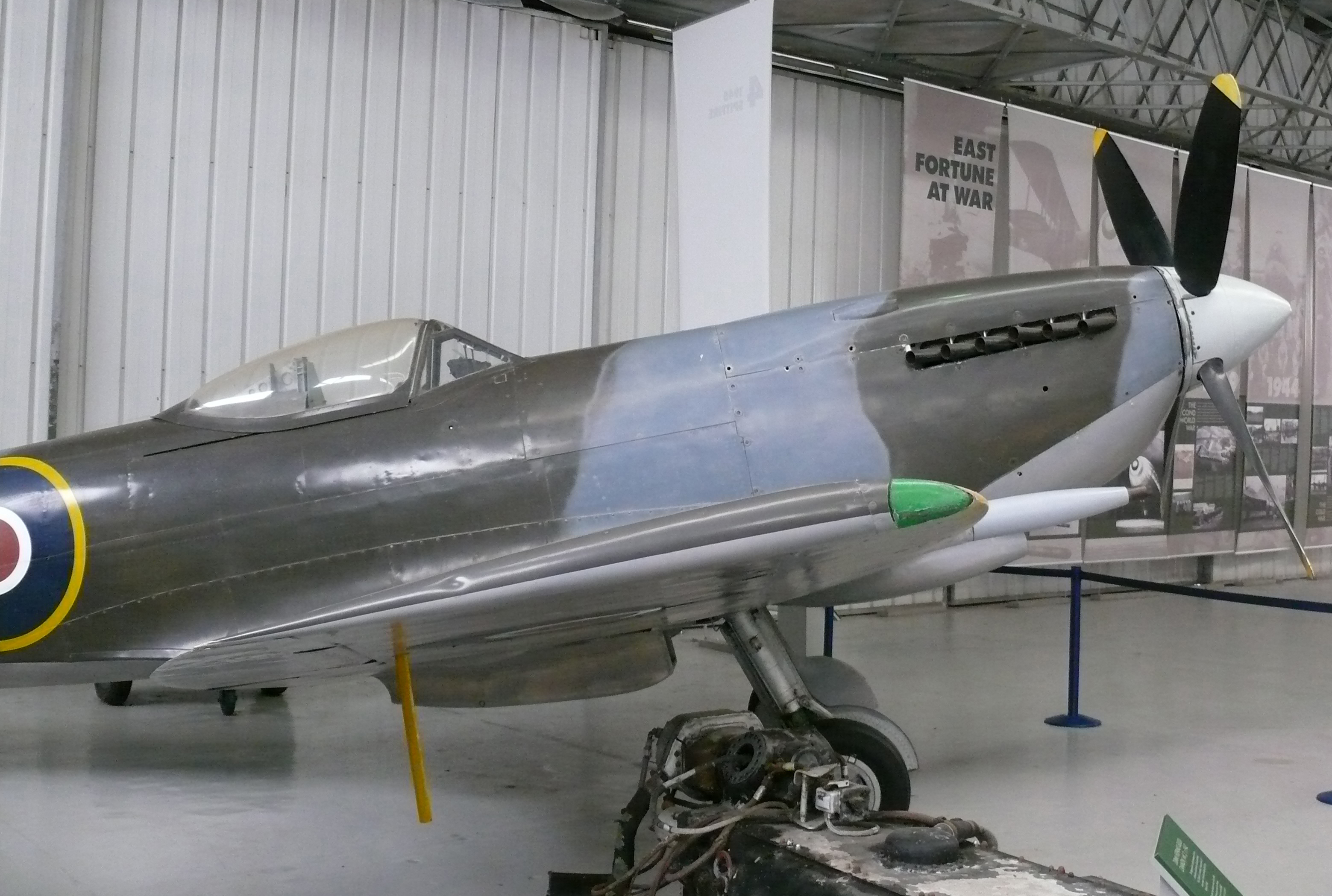
Spitfire LF.XVIe (1945) с каплевидным фонарём)

### Каплевидный фонарь
В боях Второй мировой выяснилось, что для истребителей хороший обзор важнее небольшого прироста скорости, и к середине 1940-х гг. многие самолёты (Як-1, Як-7, P-47, P-51, F4U, частично Ла-5, под конец войны Supermarine Spitfire и др.) приобрели фонарь каплевидной формы, не закрывавший обзор назад.

### Современные фонари
После окончания войны с постепенным переходом на реактивную авиацию рост скоростей и высот продолжился, и к нынешнему времени фонарём не обладают только сверхлёгкие летательные аппараты наподобие парапланов или мотодельтапланов. В большинстве случаев ныне используются беспереплётные фонари, изготовленные из полиметилметакрилата методом вакуумного формования.

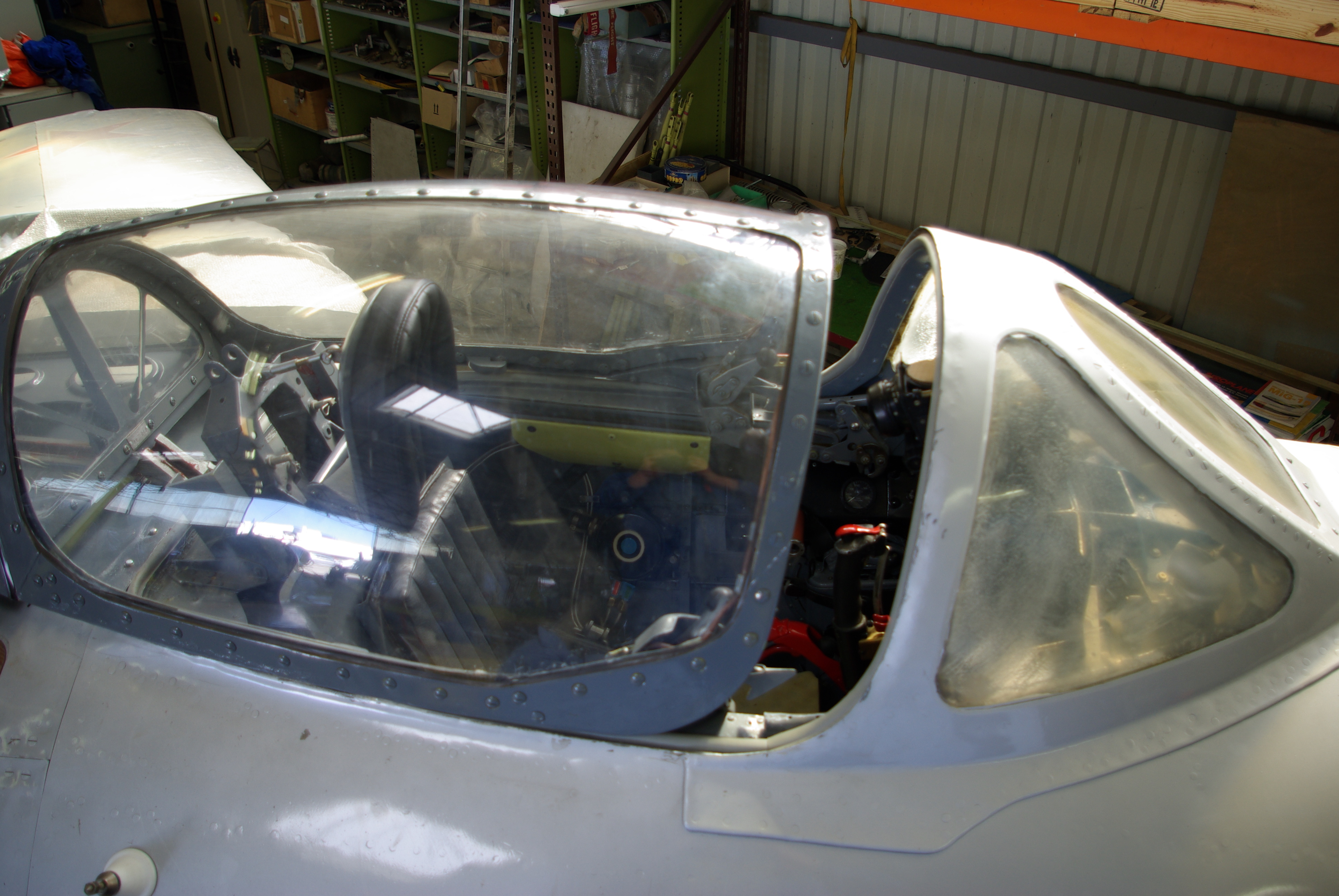
Фонарь МиГ-15 с мощным передним (лобовым) бронестеклом (справа)

### Использование прозрачной брони

Отстреленный фонарь кабины F-16

## Аварийный сброс и взаимодействие скатапультируемым креслом
На большинстве военных самолётов (и даже на некоторых вертолётах) фонарь входит в систему аварийного покидания летательного аппарата. Очевидно, пилот не может покинуть ЛА, пока фонарь преграждает путь катапультируемому креслу. На большинстве самолётов, оснащённых системой аварийного покидания, фонарь отстреливается назад и вверх при помощи пороховых зарядов и сносится прочь с пути кресла встречным потоком воздуха.

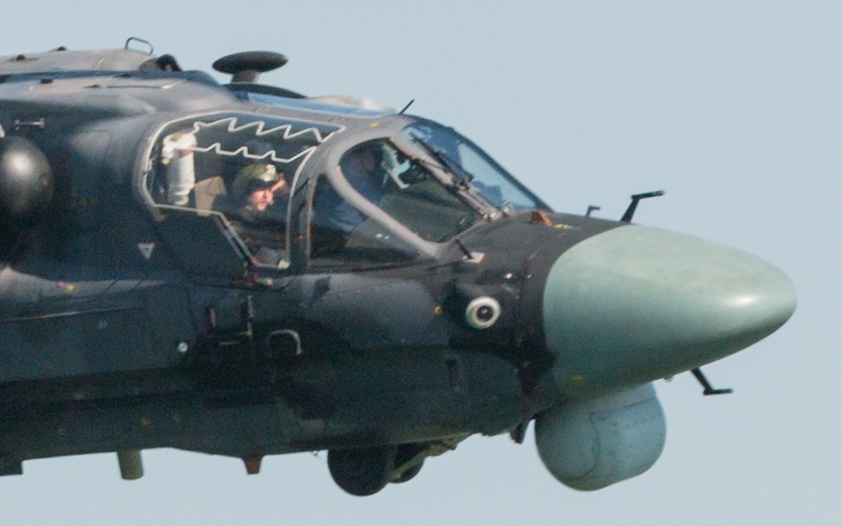
Нос Ка-52 в полёте, хорошо виден шнур взрывчатого вещества на фонаре

Однако на самолётах вертикального взлёта и посадки пилот должен иметь возможность катапультироваться во время «зависания в воздухе» или во время движения, слишком медленного для того, чтобы встречный поток воздуха «сдул» фонарь назад.
В такой ситуации в некоторых западных СВВП (например, Харриер II) во избежание столкновения лётчика с фонарём на этих летательных аппаратах по верхней кромке фонаря, над головой пилота, проходит, извиваясь, тонкий шнур из взрывчатого вещества, как правило пластичного. В момент катапультирования сначала взрывчатый шнур вдребезги разносит пластик фонаря, а уже потом через осколки вылетает кресло с пилотом. Подобная система используется не только на СВВП, но и на некоторых «обычных» самолётах, например, на истребителе-бомбардировщике Panavia Tornado и учебно-боевом Як-130, а также на вертолёте Ка-52.
На советских же СВВП Як-38 и Як-141 при околонулевых горизонтальных скоростях катапультирование осуществляется сквозь остекление кабины, которое разрушается заголовником и другими элементами катапультного кресла. Это возможно на скоростях до 500 км/ч (для Як-38). При скорости самолёта большей 140 км/ч катапультирование осуществляется обычным способом, с отстрелом фонаря. Подобное катапультирование сквозь остекление кабины, например, осуществил лётчик-испытатель Владимир Якимов, когда пилотируемый им Як-141 упал на палубу авианесущего крейсера «Адмирал Горшков» и загорелся.

## Галерея

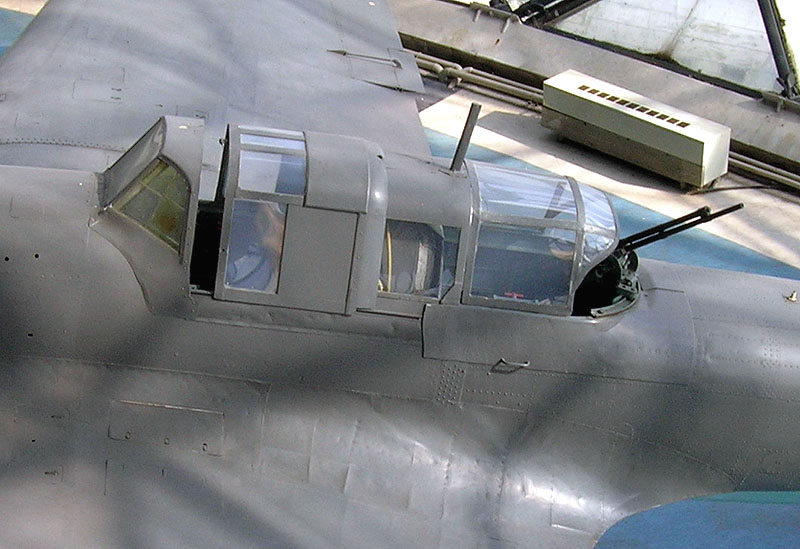
Сдвижной фонарь кабины Ил-2.
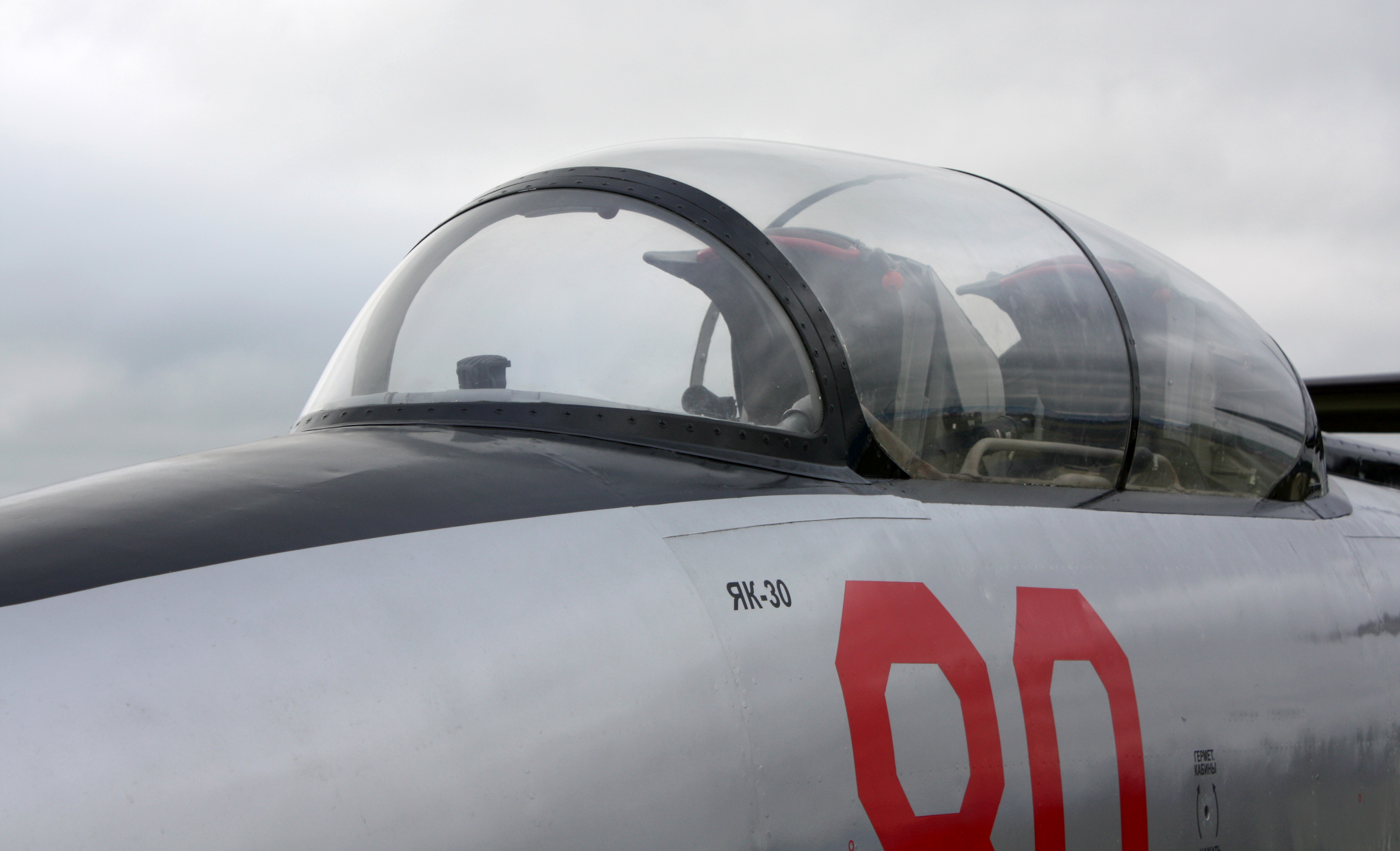
Фонарь Як-30 на МАКС-2009.
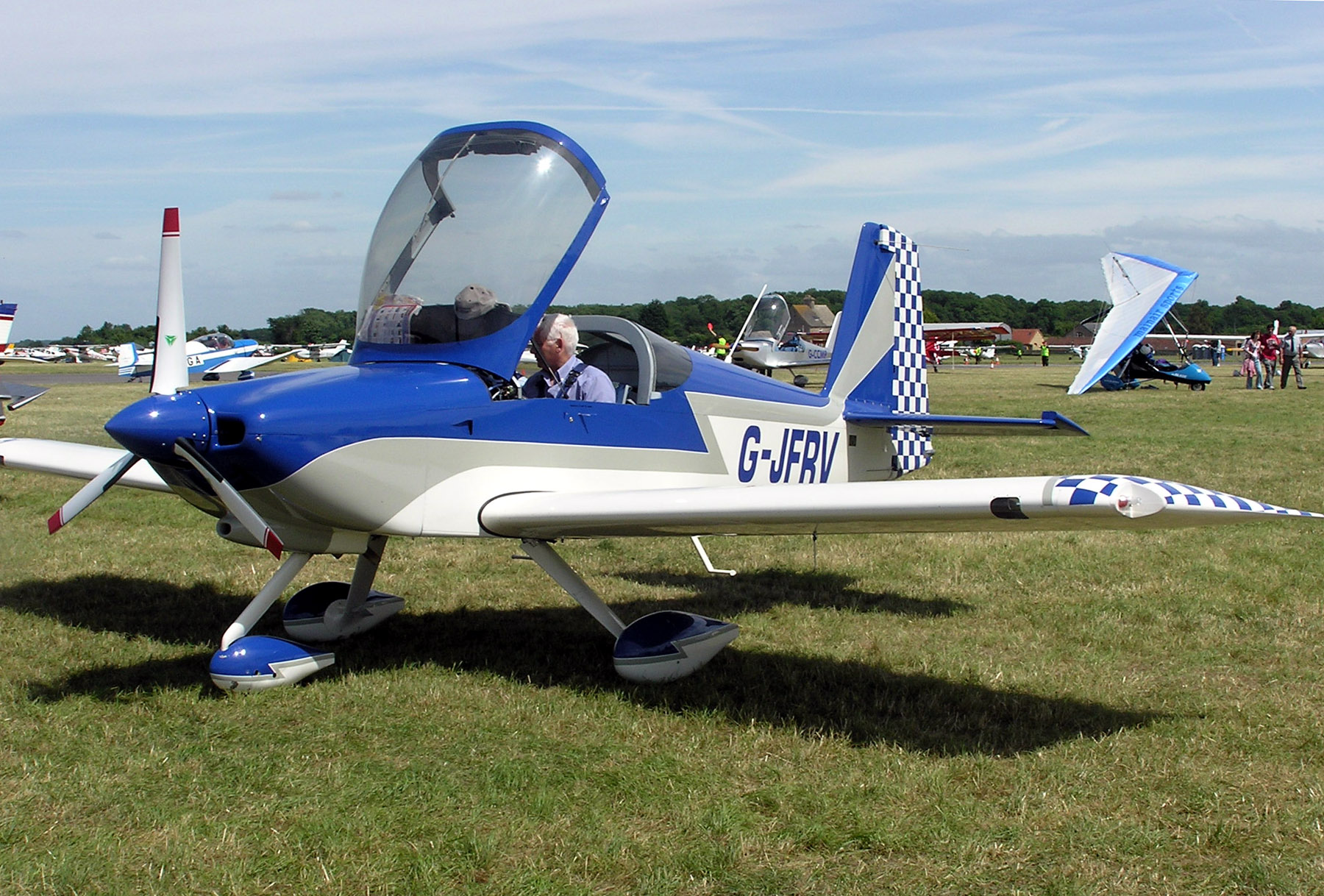
RV-7[англ.] с открытым фонарём кабины.
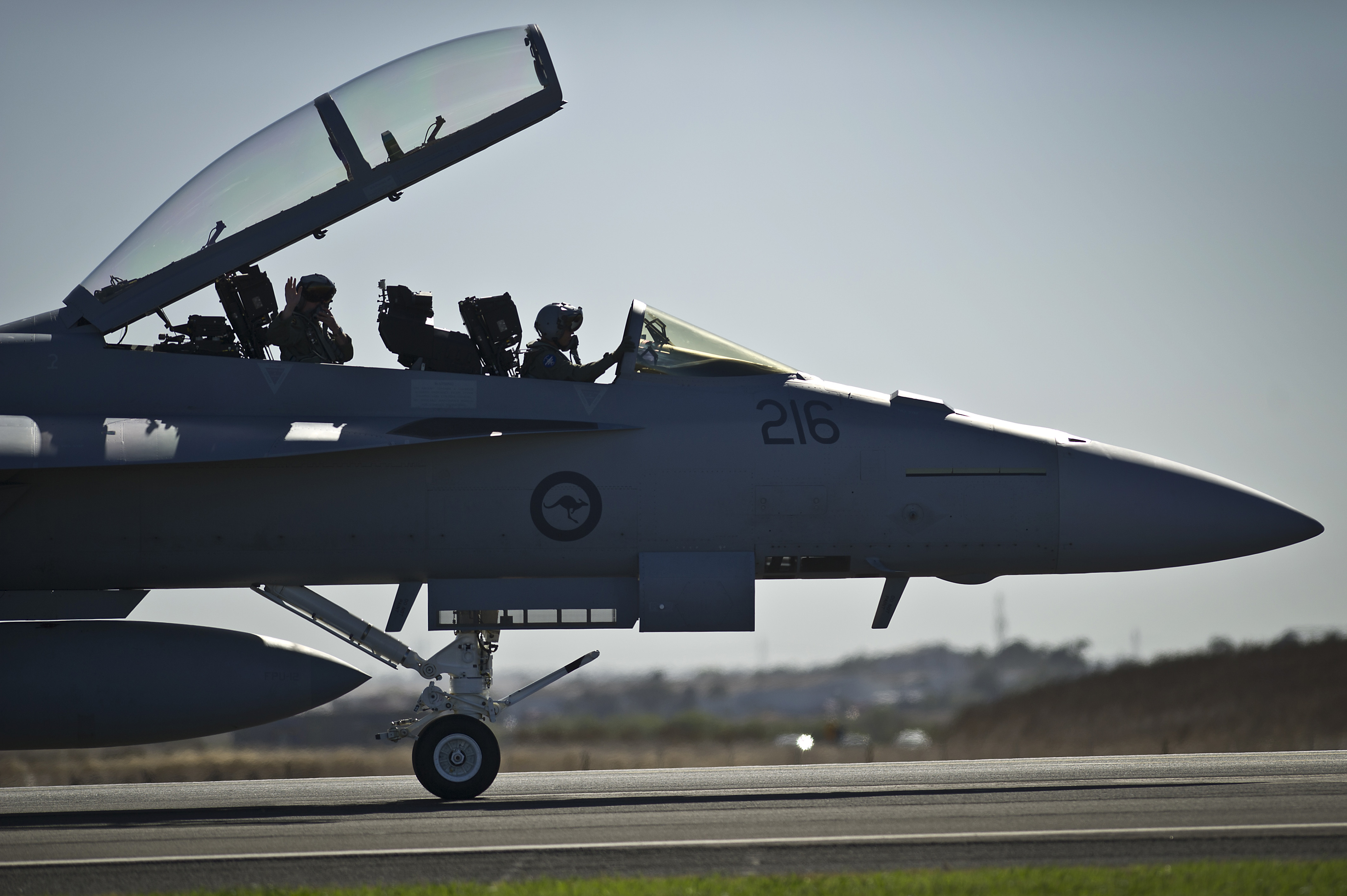
Откинутый назад фонарь F/A-18F.
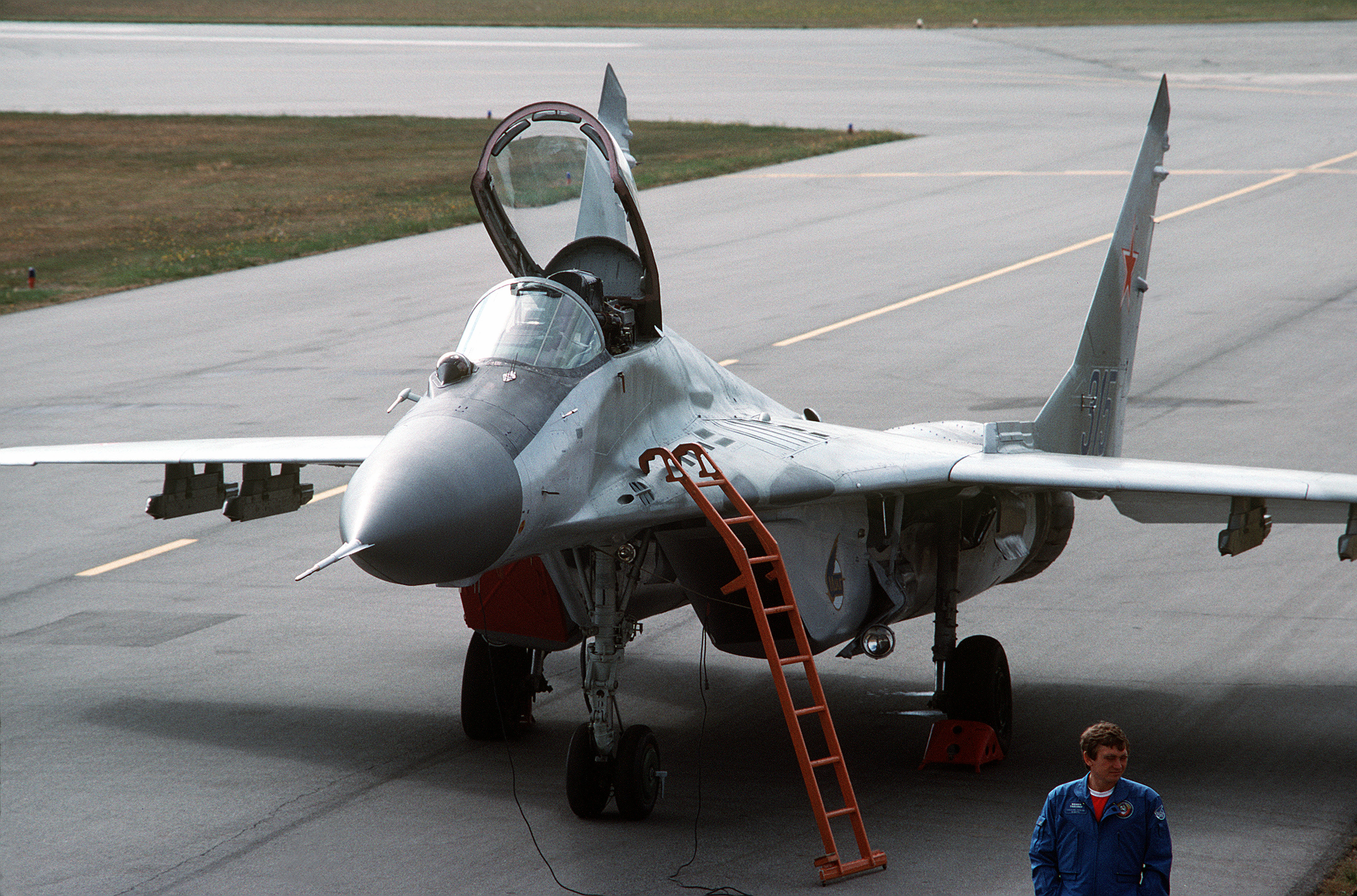
МиГ-29 с открытым фонарём.
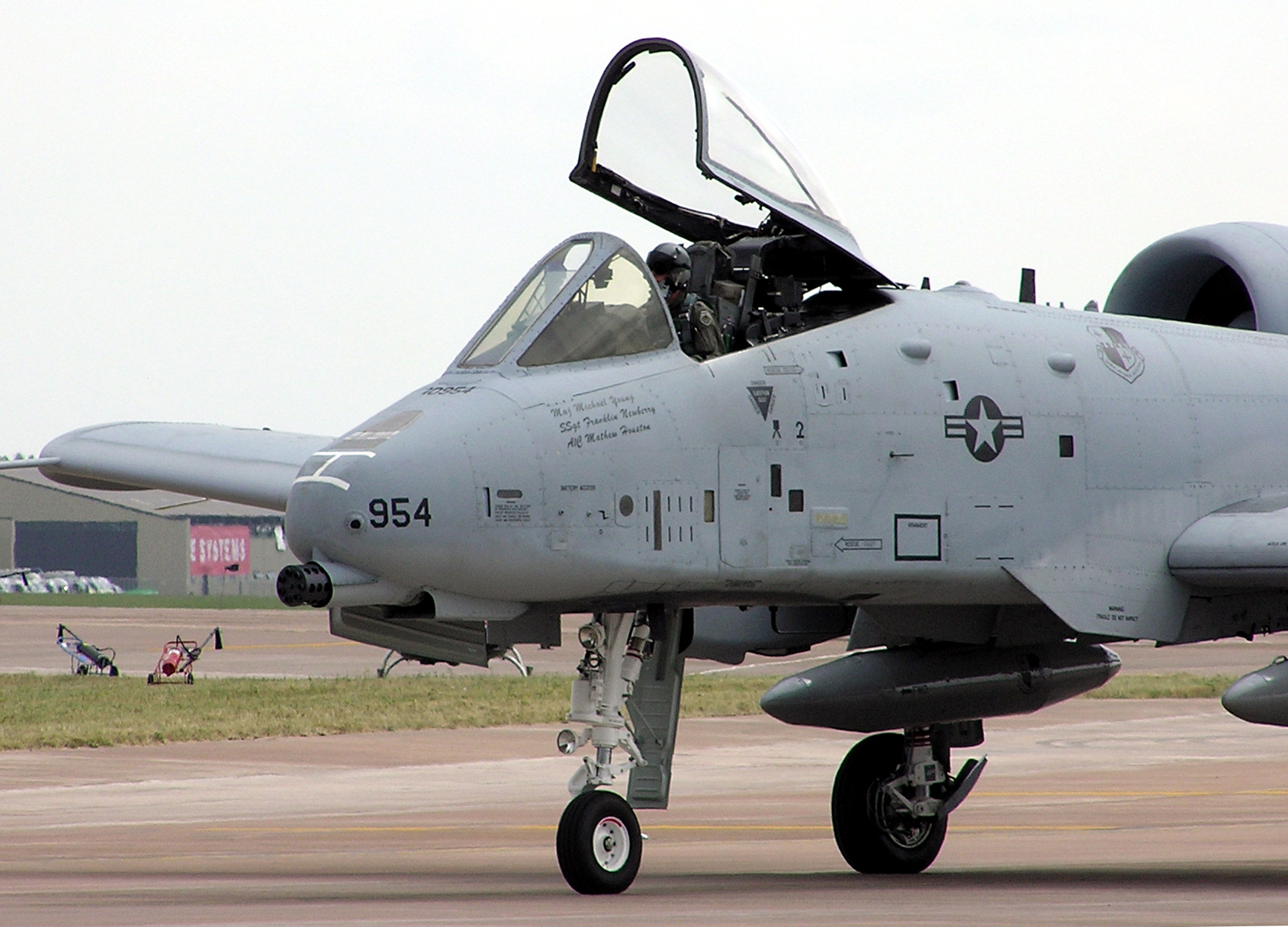
Открытый фонарь A-10.
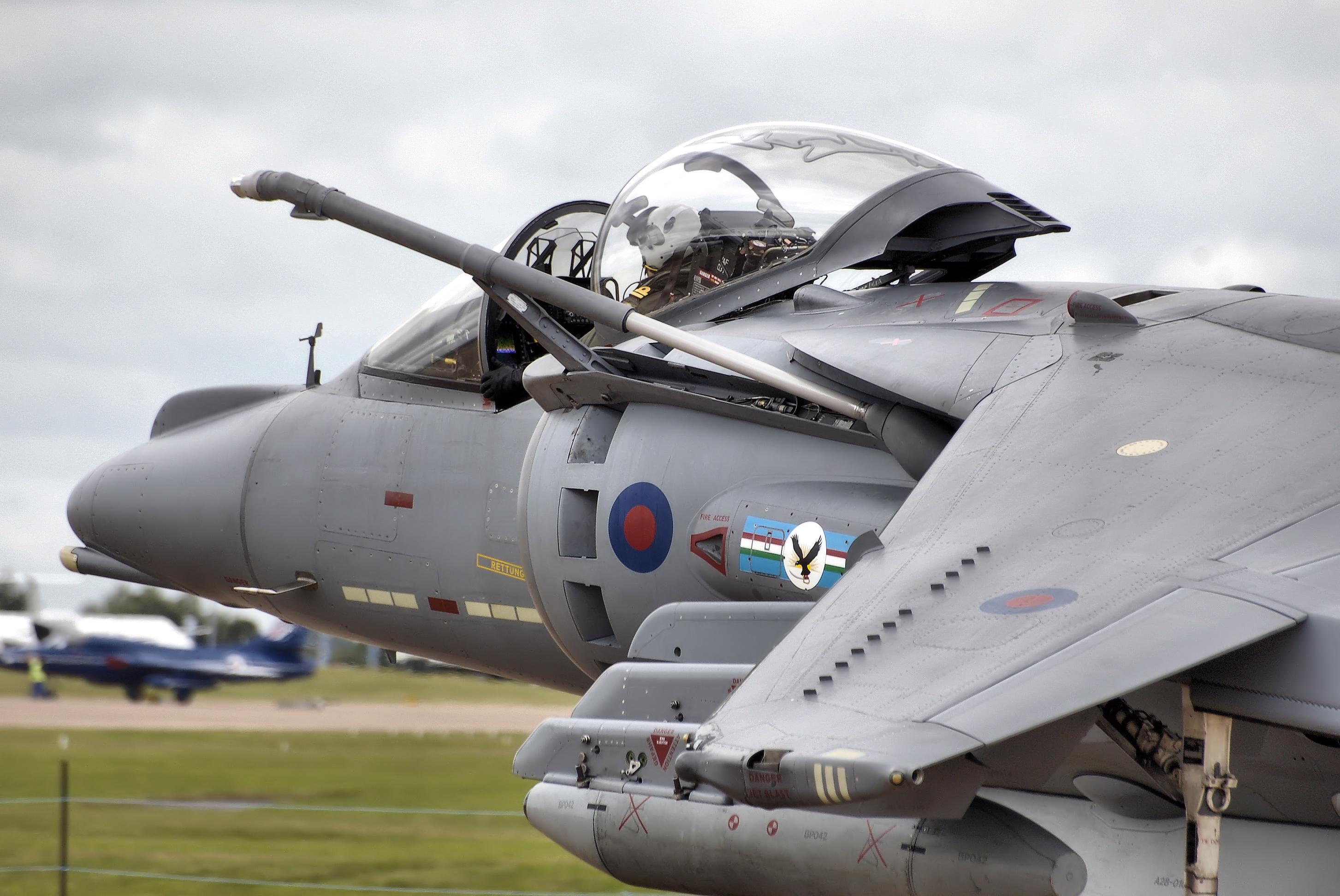
Сдвинутый назад фонарь BAE Harrier II.
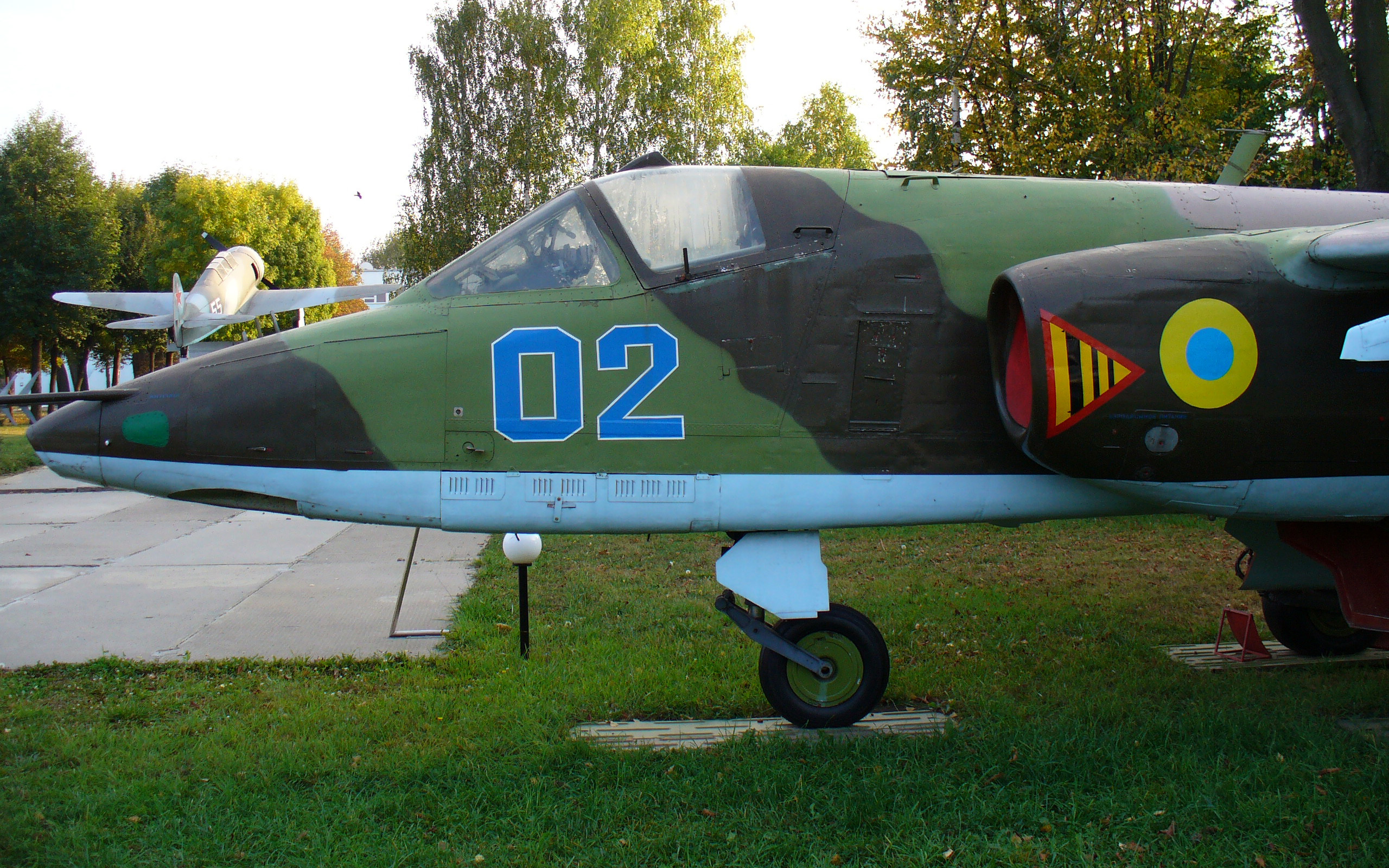
Фонарь и воздухозаборник украинского Су-25

### Индикаторы на лобовом стекле

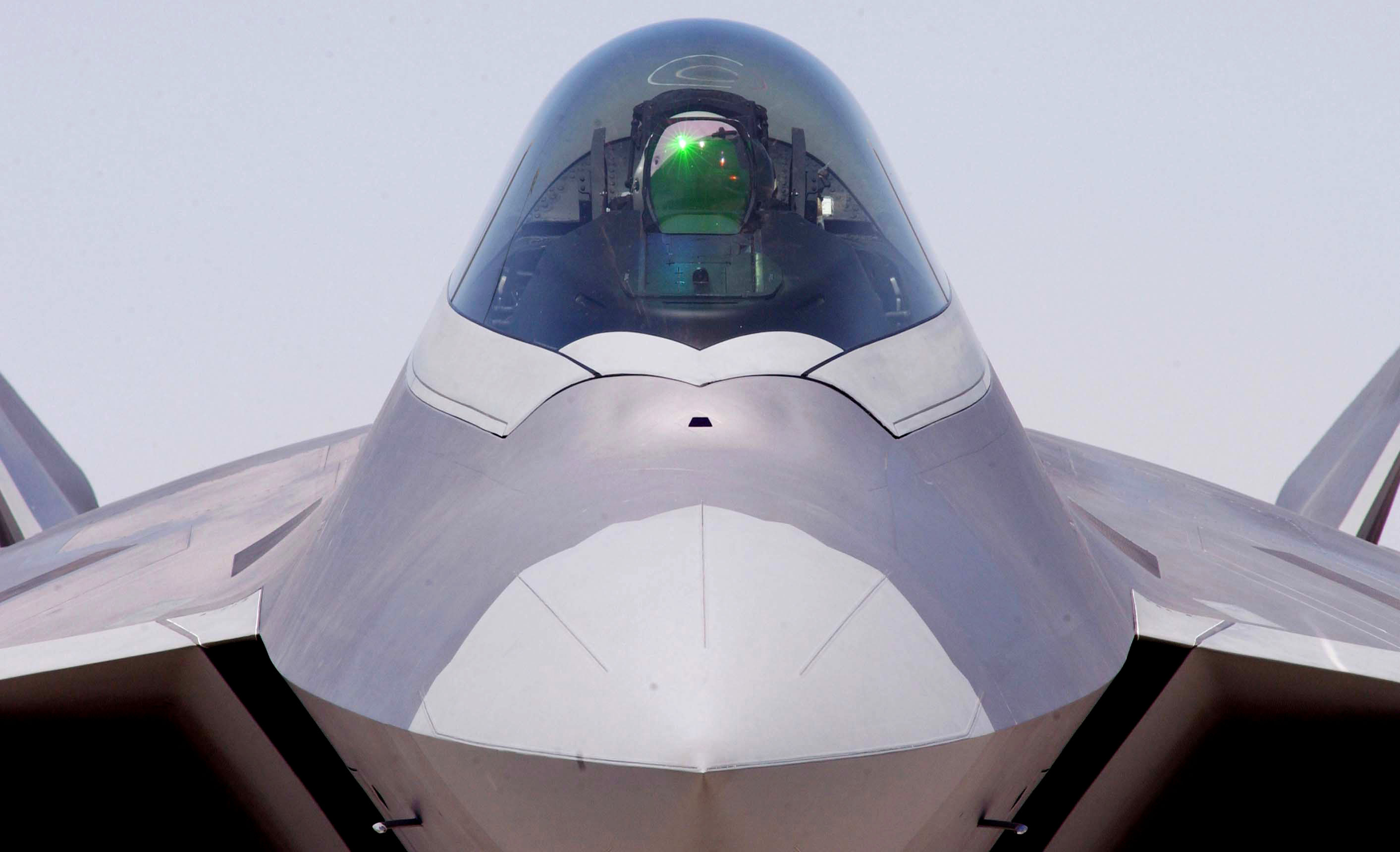
Он же анфас.
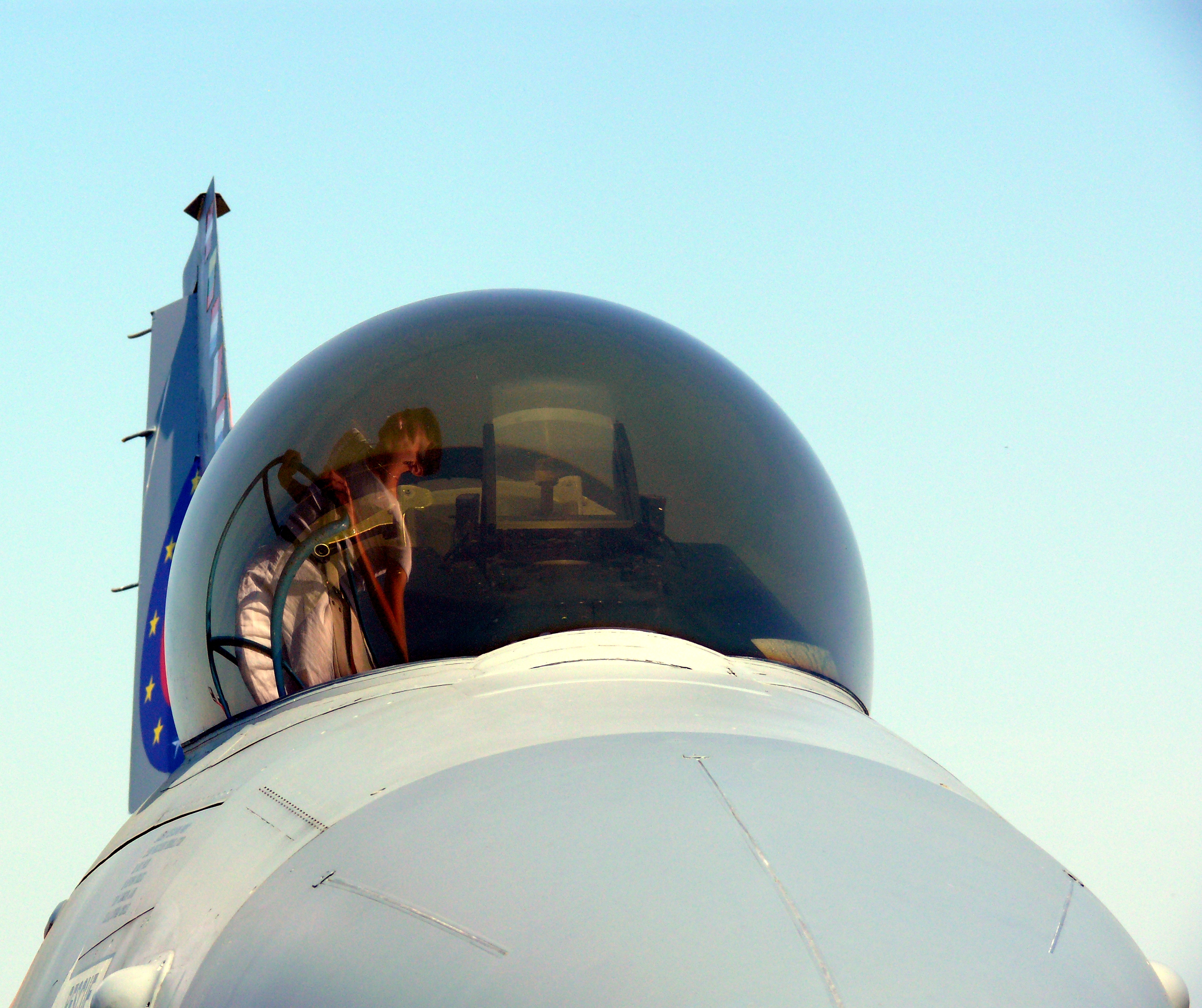
Фонарь кабины F-16.
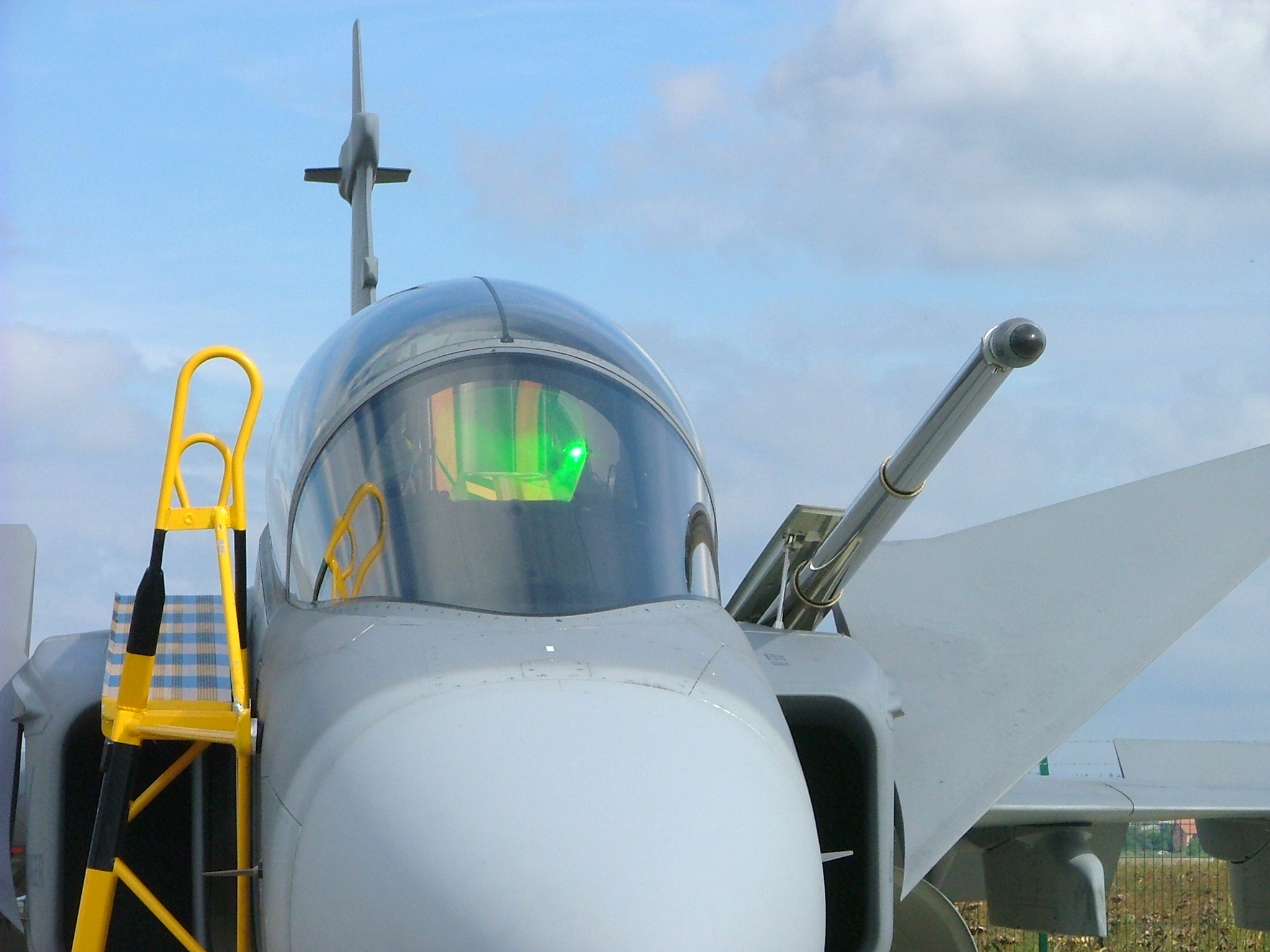
Вид спереди на фонарь и ИЛС JAS 39 ВВС Чехии.
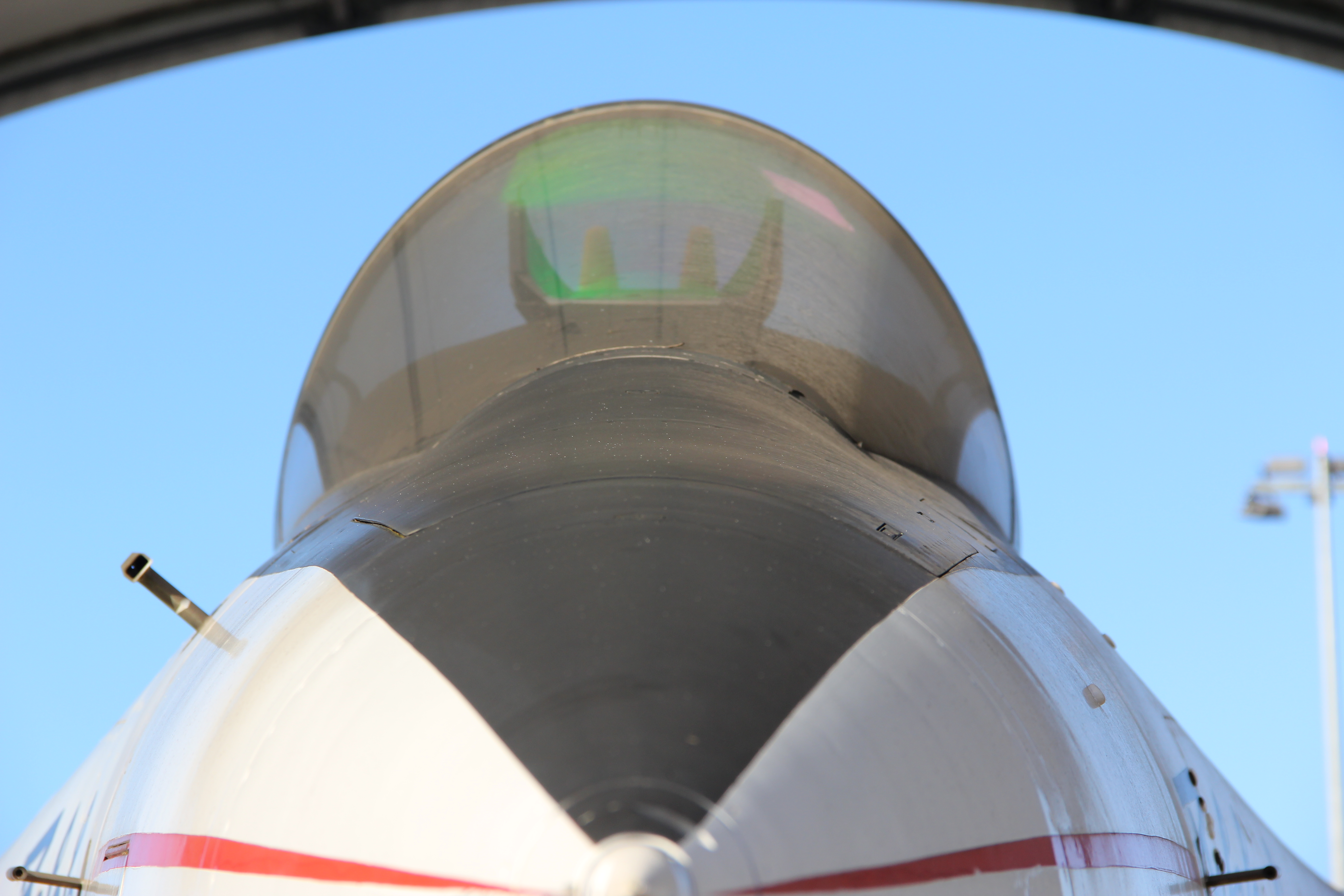
Фонарь Рафаль.
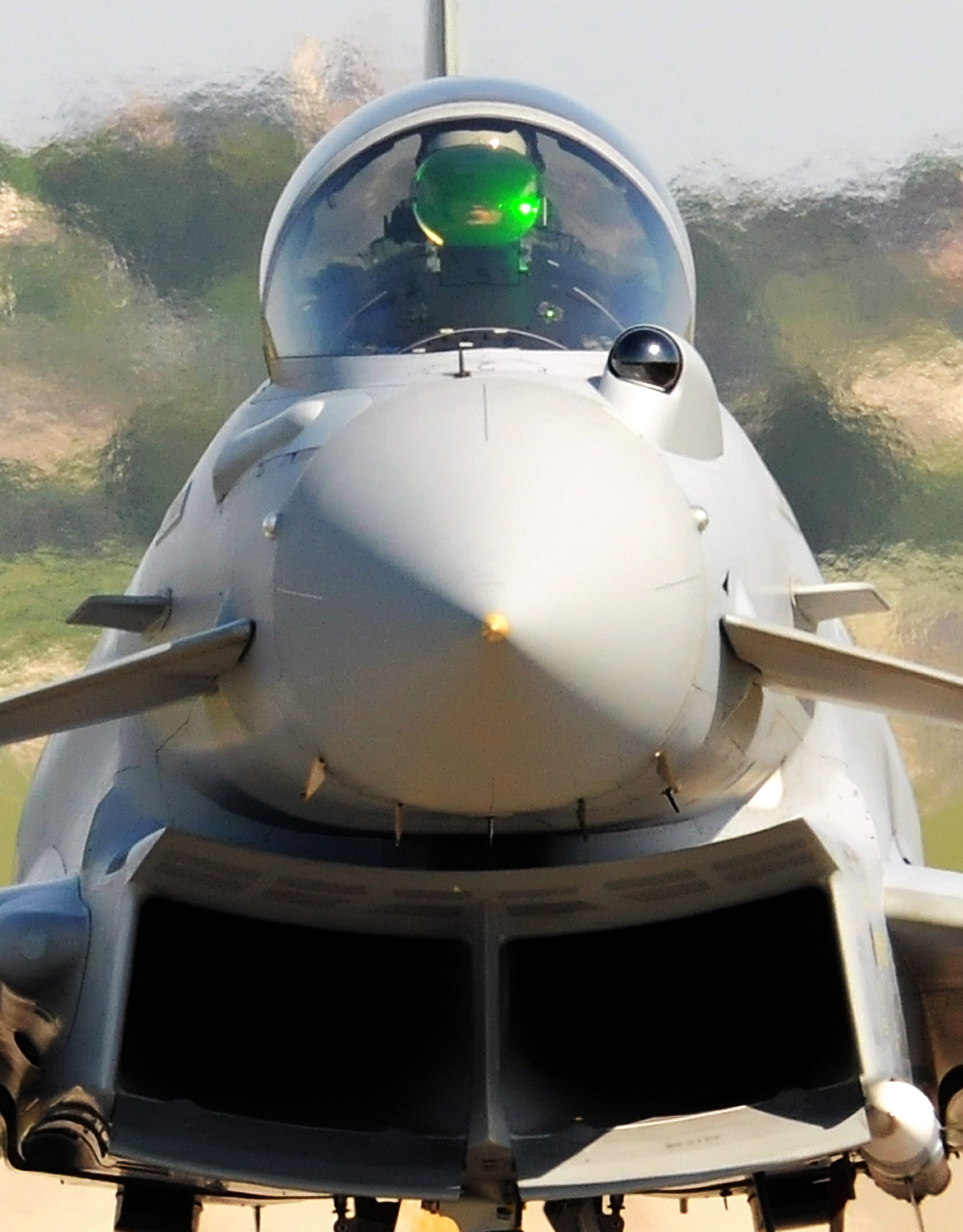
Фонарь кабины Тайфу́н.